# Natonin
Natonin é um município de  quarta classe de renda municipal (d) na província Província da Montanha, nas Filipinas. De acordo com o censo de 1 de maio  de  2020 possui uma população de 10 339 pessoas e 2 280 domicílios.